# Brazilië op de Olympische Winterspelen 2022
Brazilië was een van de deelnemende landen aan de Olympische Winterspelen 2022 in Peking, China.

## Deelnemers en resultaten

### Alpineskiën
Maximaal vier deelnemers per onderdeel
Mannen
| Naam          | Onderdeel    | 1e run       | 1e run       | 2e run         | 2e run         | Totaal         | Totaal         |
| Naam          | Onderdeel    | Tijd         | Rang         | Tijd           | Rang           | Tijd           | Rang           |
| ------------- | ------------ | ------------ | ------------ | -------------- | -------------- | -------------- | -------------- |
| Michel Macedo | Reuzenslalom | niet gestart | niet gestart | niet geplaatst | niet geplaatst | niet geplaatst | niet geplaatst |
| Michel Macedo | Slalom       | 59,88        | 37           | niet gefinisht | niet gefinisht | niet gefinisht | niet gefinisht |

### Bobsleeën
| Naam                                                                                | Onderdeel       | Run 1   | Run 1 | Run 2   | Run 2 | Run 3   | Run 3 | Run 4          | Run 4          | Totaal  | Totaal |
| Naam                                                                                | Onderdeel       | Tijd    | Rang  | Tijd    | Rang  | Tijd    | Rang  | Tijd           | Rang           | Tijd    | Rang   |
| ----------------------------------------------------------------------------------- | --------------- | ------- | ----- | ------- | ----- | ------- | ----- | -------------- | -------------- | ------- | ------ |
| Edson Bindilatti * Edson Martins                                                    | Tweemansbob (m) | 1:01,11 | 29    | 1:01,36 | 29    | 1:01,34 | 29    | niet geplaatst | niet geplaatst | 3:03,81 | 29     |
| Edson Bindilatti * Erick Gilson Vianna Jerônimo Edson Martins Rafael Souza da Silva | Viermansbob (m) | 59,49   | 20    | 59,60   | 16    | 59,78   | 23    | 59,61          | 16             | 3:58,48 | 20     |

* – Geeft de bestuurder van de slee aan

### Freestyleskiën
Moguls
| Naam         | Onderdeel | Kwalificatie | Kwalificatie | Kwalificatie | Kwalificatie | Kwalificatie | Kwalificatie | Kwalificatie | Kwalificatie | Finale         | Finale         | Finale         | Finale         | Finale         | Finale         | Finale         | Finale         | Finale         | Finale         | Finale         | Finale |
| Naam         | Onderdeel | Run 1        | Run 1        | Run 1        | Run 1        | Run 2        | Run 2        | Run 2        | Run 2        | Run 1          | Run 1          | Run 1          | Run 1          | Run 2          | Run 2          | Run 2          | Run 2          | Run 3          | Run 3          | Run 3          | Run 3  |
| Naam         | Onderdeel | Tijd         | Score        | Totaal       | Rang         | Tijd         | Score        | Totaal       | Rang         | Tijd           | Score          | Totaal         | Rang           | Tijd           | Score          | Totaal         | Rang           | Tijd           | Score          | Totaal         | Rang   |
| ------------ | --------- | ------------ | ------------ | ------------ | ------------ | ------------ | ------------ | ------------ | ------------ | -------------- | -------------- | -------------- | -------------- | -------------- | -------------- | -------------- | -------------- | -------------- | -------------- | -------------- | ------ |
| Sabrina Cass | Vrouwen   | 32,13        | 50,41        | 62,20        | 21           | 31,25        | 49,34        | 62,12        | 16           | niet geplaatst | niet geplaatst | niet geplaatst | niet geplaatst | niet geplaatst | niet geplaatst | niet geplaatst | niet geplaatst | niet geplaatst | niet geplaatst | niet geplaatst | 26     |

### Langlaufen
Maximaal vier deelnemers per onderdeel
Lange afstanden
Mannen
| Naam        | Onderdeel             | Uitslag   | Uitslag |
| Naam        | Onderdeel             | Tijd      | Rang    |
| ----------- | --------------------- | --------- | ------- |
| Manex Silva | 15 km klassieke stijl | 50:35,1   | 90      |
| Manex Silva | 30 km skiatlon        | LAP       | 67      |
| Manex Silva | 50 km vrije stijl     | 1:33:11,8 | 58      |

Vrouwen
Oorspronkelijk werd Bruna Moura na een interne kwalificatiestrijd geselecteerd om samen met Jaqueline Mourão, haar trainster uit haar jonge jaren in het mountainbiken, voor Brazilië uit te komen. Op weg naar vliegveld München, waarvandaan ze naar Beijing zou vertrekken, raakte ze echter betrokken bij een zwaar ongeluk in Noord-Italië, waarbij de bestuurder van het door haar gehuurde taxibusje om het leven kwam. Zelf liep ze meerdere breuken aan een arm, voet en drie ribben op. Nog diezelfde dag werd Eduarda Ribera, de nummer drie van de Braziliaanse kwalificatiestrijd, aangewezen als vervangster.
| Naam             | Onderdeel             | Uitslag | Uitslag |
| Naam             | Onderdeel             | Tijd    | Rang    |
| ---------------- | --------------------- | ------- | ------- |
| Eduarda Ribera   | 10 km klassieke stijl | 38:58,7 | 90      |
| Jaqueline Mourão | 10 km klassieke stijl | 36:14,6 | 82      |

Sprint
Mannen
| Naam        | Onderdeel | Kwalificatie | Kwalificatie | Kwartfinales   | Kwartfinales   | Halve finales  | Halve finales  | Finale         | Finale         |
| Naam        | Onderdeel | Tijd         | Rang         | Tijd           | Rang           | Tijd           | Rang           | Tijd           | Rang           |
| ----------- | --------- | ------------ | ------------ | -------------- | -------------- | -------------- | -------------- | -------------- | -------------- |
| Manex Silva | Sprint    | 3:08,64      | 71           | niet geplaatst | niet geplaatst | niet geplaatst | niet geplaatst | niet geplaatst | niet geplaatst |

Vrouwen
| Naam                            | Onderdeel  | Kwalificatie | Kwalificatie | Kwartfinales   | Kwartfinales   | Halve finales  | Halve finales  | Finale         | Finale         |
| Naam                            | Onderdeel  | Tijd         | Rang         | Tijd           | Rang           | Tijd           | Rang           | Tijd           | Rang           |
| ------------------------------- | ---------- | ------------ | ------------ | -------------- | -------------- | -------------- | -------------- | -------------- | -------------- |
| Eduarda Ribera                  | Sprint     | 4:14,53      | 88           | niet geplaatst | niet geplaatst | niet geplaatst | niet geplaatst | niet geplaatst | niet geplaatst |
| Jaqueline Mourão                | Sprint     | 4:05,60      | 84           | niet geplaatst | niet geplaatst | niet geplaatst | niet geplaatst | niet geplaatst | niet geplaatst |
| Eduarda Ribera Jaqueline Mourão | Teamsprint | n.v.t.       | n.v.t.       | n.v.t.         | n.v.t.         | LAP            | =12            | niet gepl.     | =23            |

### Skeleton
| Naam                  | Onderdeel | Run 1   | Run 1 | Run 2   | Run 2 | Run 3   | Run 3 | Run 4   | Run 4 | Totaal  | Totaal |
| Naam                  | Onderdeel | Tijd    | Rang  | Tijd    | Rang  | Tijd    | Rang  | Tijd    | Rang  | Tijd    | Rang   |
| --------------------- | --------- | ------- | ----- | ------- | ----- | ------- | ----- | ------- | ----- | ------- | ------ |
| Nicole Rocha Silveira | Vrouwen   | 1:02,58 | 12    | 1:02,95 | 13    | 1:02,55 | 17    | 1:02,40 | 13    | 4:10,48 | 13     |

Albanië · Amerikaans-Samoa · Amerikaanse Maagdeneilanden · Andorra · Argentinië · Armenië · Australië · Azerbeidzjan · België · Bolivia · Bosnië en Herzegovina · Brazilië · Bulgarije · Canada · Chili · China · Chinees Taipei · Colombia · Cyprus · Denemarken · Duitsland · Ecuador · Eritrea · Estland · Filipijnen · Finland · Frankrijk · Georgië · Ghana · Griekenland · Groot-Brittannië · Haïti · Hongarije · Hongkong · Ierland · IJsland · India · Iran · Israël · Italië · Jamaica · Japan · Kazachstan · Kirgizië · Kosovo · Kroatië · Letland · Libanon · Liechtenstein · Litouwen · Luxemburg · Madagaskar · Maleisië · Malta · Marokko · Mexico · Moldavië · Monaco · Mongolië · Montenegro · Nederland · Nieuw-Zeeland · Nigeria · Noord-Macedonië · Noorwegen · Oekraïne · Oezbekistan · Oost-Timor · Oostenrijk · Pakistan · Peru · Polen · Portugal · Puerto Rico · Roemenië · San Marino · Saoedi-Arabië · Servië · Slovenië · Slowakije · Spanje · Thailand · Trinidad en Tobago · Tsjechië · Turkije · Verenigde Staten · Wit-Rusland · Zuid-Korea · Zweden · Zwitserland
Russische ploeg